# Mads Bomholt
Mads Bomholt (* 30. Dezember 2005 in Hadsund) ist ein dänischer Fußballspieler. Er spielt seit seiner Kindheit bei Aalborg BK und ist ein dänischer Nachwuchsnationalspieler.

## Karriere

### Verein
Mads Bomholt kam im Alter von elf Jahren von Hadsund Boldklub in die Fußballakademie von Aalborg BK. Am 6. August 2024 gab er im Alter von 17 Jahren beim 4:0-Sieg im Zweitligaspiel gegen den FC Fredericia sein Profidebüt. In der regulären Saison kam Bomholt nur sporadisch zum Einsatz, in der Aufstiegsrunde hingegen in jedem Spiel. Schließlich stieg Aalborg BK in die Superliga auf.

### Nationalmannschaft
Mads Bomholt ist Nachwuchsnationalspieler Dänemarks und kam für die Skandinavier in der Altersklasse U19 zum Einsatz. Mit dieser Mannschaft nahm er an der in Nordirland stattfindenden U19-Europameisterschaft 2024 teil. Bei diesem Turnier schied Bomholt mit Dänemark als Gruppenletzter aus. Hierbei kam er in allen drei Spielen zum Einsatz.